# Елк Плејн (Вашингтон)
Елк Плејн (енгл. Elk Plain) насељено је место без административног статуса у америчкој савезној држави Вашингтон.

## Демографија
По попису из 2010. године број становника је 14.205, што је 1.492 (-9,5%) становника мање него 2000. године.
| Група             | 2000.          | 2010.          |
| Белци             | 12.283 (78,3%) | 10.722 (75,5%) |
| Афроамериканци    | 848 (5,4%)     | 654 (4,6%)     |
| Азијати           | 636 (4,1%)     | 509 (3,6%)     |
| Хиспаноамериканци | 743 (4,7%)     | 986 (6,9%)     |
| Укупно            | 15.697         | 14.205         |